# أدريانو جريمالدي
أدريانو جريمالدي (بالألمانية: Adriano Grimaldi)‏ (5 أبريل 1991 بغوتينغن في ألمانيا - ) هو لاعب كرة قدم ألماني في مركز الهجوم. شارك مع منتخب ألمانيا تحت 19 سنة لكرة القدم. أما مع النوادي، فقد لعب مع ساتشسين لايبزيغ وفورتونا دوسلدورف وماينتس 05 ونادي ساندهاوزن ونادي هايدنهايم ونادي أوسنابروك و1. FSV Mainz 05 II ‏ و ونادي بروسيا مونستر.

## روابط خارجية
- أدريانو جريمالدي على موقع قاعدة بيانات كرة القدم.إي يو (الإنجليزية)
- أدريانو جريمالدي على موقع بيانات كرة القدم. دي إي (الألمانية)
- أدريانو جريمالدي على موقع Soccerway.com (الإنجليزية)
- أدريانو جريمالدي على موقع عالم كرة القدم.نت (الإنجليزية)